# 苦縣之戰
苦縣之戰是西晋與漢趙之間的一場戰爭，時本由東海王司馬越率領的行臺和隨行大軍，因司馬越去世而準備護送其靈柩回東海國，漢趙將領石勒則率領輕騎兵追擊晉軍，並在苦縣寧平城追及。晉軍試圖迎擊但為石勒所敗，於是晉軍崩潰，全軍被石勒部隊圍困並射殺，其餘王公大臣被石勒所俘，不久亦遭處死。

## 背景
光熙元年（306年），領導討伐軍的司馬越成功迎晉惠帝自長安還都洛陽，並以太傅、錄尚書事身份掌握朝政。同年晉惠帝中毒去世，皇太弟司馬熾即位，即晉懷帝，司馬越仍舊掌權。當時與前皇太子、清河王司馬覃有關的周穆及諸葛玫向司馬越表示晉懷帝只是河間王司馬顒部將張方所立，認為帝位應該由本為皇太子的司馬覃繼承，但司馬越沒等他們說完就大怒，下令將他們殺死。永嘉二年（308年），司馬越更殺害了司馬覃。
晉懷帝隨後親政，並開始與專權的司馬越產生矛盾，當時司馬越為求自保，於永嘉三年（309年）殺害懷帝親信中書令繆播、播堂弟太僕卿繆胤、尚書何綏以及懷帝舅舅王延。但這些行為大失眾心，而司馬越就更加猜忌眾人，又大舉撤換宿衛將士，都換成了自己的人，又「訕謗時政」為由殺害有憂國之言的高韜，可是晉懷帝對其不滿日深，他亦很不安心。
其時，青州刺史苟晞宣告各州，公布司馬越的罪行，而晉懷帝也發密詔予苟晞表示支持。司馬越因種種原因不自安，於是在永嘉四年十一月（310年）以討石勒為由率領行臺及四萬兵離京出征，東屯項縣。當時京中王公及將士大多都跟了司馬越出行。不過，及後司馬越截獲懷帝給苟晞的詔命，於是派兵進攻苟晞，但司馬越多年來活在憂懼之下，終誘發疾病，並在永嘉五年三月（311年）在項縣去世。

## 經過
司馬越死後，眾人秘不發喪，又共推王衍為元帥，但王衍怯於當時紛亂的局勢而推辭，推薦了襄陽王司馬範為帥，但司馬範也不肯，於是以司馬範為大將軍，與王衍二人就一同領軍帶著司馬越靈柩東歸東海國。四月，石勒率輕騎追擊大軍，並在苦縣寧平城追上，將軍錢端奉命率軍抵抗，但兵敗陣亡，如此大軍就自潰，石勒就帶著騎兵圍住潰散的大軍，接著縱兵射擊，十多萬將士於是在互相踐踏之下覆沒，王彌之弟王璋更用火燒殺一些未死的士眾，又食用他們的肉。石勒稱司馬越亂天下，將其靈柩焚毀，而一些隨行的大量王公大臣包括王衍及司馬範等都被俘，接著石勒就在幕下會見眾人，特意問晉朝的事，眾臣都怕死，大多都答話，而王衍為圖活命，聲稱自己不太管事，更勸石勒稱帝，令得石勒十分憤怒。不過襄陽王司馬範卻神氣自若，還向眾人說：「事已至此，還有甚麼好說的！」這反而令石勒感到奇異。可是石勒還是聽從孔萇的建議，認為他們身為晉臣必不肯為其效命，故將王公大臣一律殺害，而特別不讓王衍和司馬範為兵器所害，改以推倒牆壁壓死他們。

## 影響
雖然司馬越移檄各州招集兵馬都沒有得到響應，但他自己所率大軍是京師的主要軍力，他以行臺移鎮後京師防禦已經十分空虛，致令盜賊橫行。苦縣之戰中大軍覆沒，而留守的何倫及李惲知司馬越去世後更帶著東海世子司馬毗等人逃出洛陽，洛陽防禦更加削弱，爆發了饑荒並出現人吃人，而且很多官員都逃走，故不久雖然晉懷帝有意應苟晞邀請遷都倉垣，也因洛中盜賊太多，沒有足夠衛兵而無法成行，亦讓漢國軍隊乘虛襲擊洛陽，造成永嘉之亂。